# Mathieu Peluchon
Mathieu Peluchon (Burdeos, 23 de junio de 1987) es un exjugador francés de rugby de ascendencia española que se desempeñaba como zaguero. Además de competir con su club en Francia, era internacional absoluto con la Selección Española, donde acumuló 13 caps.